# Économie de la Région wallonne
L'Économie wallonne décrit les principaux indicateurs et les caractéristiques économiques de la Région wallonne en Belgique.

## Histoire économique
L'industrie lourde wallonne (mines, sidérurgie, métallurgie, verrerie, etc.) a connu un très fort développement au XIXe siècle, surtout dans les bassins de Liège et Charleroi. En 1896, la Wallonie occupe 51,2 % de l'emploi industriel du pays et abrite 41,4 % de la population.
Cependant le déclin s'amorce dans la première partie du XXe siècle. Les premières fermetures de mines en 1958 et plus tard la crise de la sidérurgie (qui s'est cependant entièrement modernisée et restaurée), ont entraîné de douloureuses restructurations pour la Wallonie. Entre 1955 et 2009, la part dans l'ensemble de l'économie de la région wallonne passe de 33,5 à 23,5 %.
La situation est aujourd'hui loin d'être stabilisée, les emplois véritablement productifs et durables se créent difficilement, le chômage demeure trop important, la pauvreté augmente, l'immigration semble mal contrôlée et pourrait représenter une charge considérable pour les services sociaux. En fait, la Wallonie cherche toujours un nouveau dynamisme en tirant parti de sa position au cœur de l'Europe de l'Ouest en misant, entre autres, sur les nouvelles technologies. Le Gouvernement wallon a lancé aussi un plan de redressement qui a reçu le nom populaire de Plan Marshall.
Grâce au Plan Marshall, actif depuis 2004[réf. nécessaire], la Wallonie cherche à redresser son économie. En 2009, les premiers résultats étaient là : 27 000 emplois créés[réf. nécessaire], beaucoup de personnes formées dans divers domaines (dont des formations langues), ...[précision nécessaire] . En juillet 2009, le nouveau Gouvernement wallon élu a annoncé la poursuite du Plan Marshall, sous le nom Plan Marshall 2.vert, budgétisé d'un montant total de 1,6 milliard € de la Région wallonne et 1 milliard € en partenariat public-privé, soit 2,6 milliards € pour 2009-2014. Ce nouveau plan compte un nouveau pôle de compétitivité : le pôle technologies environnementales. Le Plan Marshall privilégie et renforce les liens Wallonie-Bruxelles. Pour la relance de l'économie wallonne, le Gouvernement de la Région a aussi prévu 360 millions € (compris dans le Plan) pour le réaménagement des friches industrielles, la dépollution des terrains pollués et leur valorisation économique (industries lourdes et polluantes) et la mise à disposition de terrains pour de nouvelles zones d'activités économiques (en juin 2009, les ministres wallons de l'Économie et de l'Aménagement du Territoire sont tombés d'accord sur plus de 2700 hectares). De plus, la Région aide les intercommunales pour les aider à construire/aménager les parcs d'activités économiques. 
Les autres secteurs bénéficiant du plan Marshall sont notamment la logistique, la chimie/pharmacie et les hautes technologies. Les signes majeurs du renouveau de l'économie wallonne sont entre autres les aéroports régionaux (Liège Airport et Brussels South Charleroi Airport): Charleroi est le deuxième aéroport passager de Belgique (après Bruxelles), avec plus de 3,5 millions de passagers et Liège est en 2009 le 8° aéroport cargo d'Europe (en plus des 400 000 passagers annuels), et ses activités continuent à s'étendre (avec des zonings économiques) et TNT Airways a son hub européen basé à l'aéroport de Liège. Les pistes des deux aéroports seront allongées. 
Pour les grandes entreprises internationales implantées en Wallonie, on peut citer Microsoft,  un important siège et un centre de production de Baxter International et 4 implantations de GlaxoSmithKline (les médicaments à Genval, le siège de GSK Biologicals à Rixensart, le Quartier Mondial des Vaccins de GSK Biologicals à Wavre (le site devrait produire une majeure partie des vaccins commercialisés par GSK dans le monde), et un site de production à Gembloux). On peut aussi citer un centre Logistique de H&M, un hub de Ryanair (aéroport de Charleroi), le siège de Fedex pour l'Europe, l'Afrique et le Moyen-Orient et de grands centres de recherche et développement d'Arcelor Mittal (sidérurgie) et de AGC Glass Europe (production de verre). À Châtelet, le laminoir à chaud du groupe international Aperam est l'un de plus grands d'Europe et produit une tonne d’acier inoxydable sur quatre en Europe. 
Pour les hautes technologies, il y a I-Movix et EVS, sociétés wallonnes spécialisées dans les technologies de l'image (ralentissements extrêmes,...). Ces technologies sont maintenant utilisées aux Jeux olympiques (Athènes, Pékin et déjà Londres) et lors des compétitions de football (la Coupe du monde en Afrique du Sud l'utilise). La Wallonie est aussi réputée pour son savoir-faire dans les domaines de l'aéronautique (SONACA, Charleroi) et l'aérospatial (Techspace Aero, Groupe Safran, Liège). Ainsi, des pièces de certains satellites envoyés dans l'espace et certains éléments de l'Airbus A380 sont wallons.
Des entreprises wallonnes à l'actionnariat familial sont également présentes à l'échelle européenne voire mondiale. C'est le cas du groupe Lhoist, dont le siège se trouve à Limelette, spécialisé dans la production et la vente de chaux et dolomie, et dans la recherche et développement d'application de ces produits qui est présent peu partout dans le monde (États-Unis, République tchèque, Allemagne, Pologne, Mexique, Royaume-Uni, Brésil). Le groupe industriel Comet, dont le siège se situe à Châtelet, est actif dans le négoce de métaux ferreux, non-ferreux et dérivés. Il s'agit d'un groupe industriel belge familial qui a développé son activité de valorisation des déchets en Europe, Asie et Amérique du Sud.
Selon le journaliste Jean-Yves Huwart, malgré les centaines de millions d'euros investis, le « Plan Marshall » n'a pas eu les résultats escomptés, la plupart des macro-indicateurs économiques étant demeurés immobiles, voire s'étant dégradés. En 2019, le PIB/habitant est plus bas qu'au début des années 2000 en comparaison de la moyenne européenne, se plaçant un peu au-dessus du Portugal et en dessous de la République tchèque. La comparaison avec la Flandre demeure marquée avec 35 % d'écart pour la production de richesse. Le revenu moyen par habitant est relevé par le fait que de nombreux Wallons travaillent à Bruxelles, en Flandre et au Grand-Duché du Luxembourg. Celui-ci est ainsi nettement plus élevé que si on ne prenait que la moyenne des Wallons travaillant en Wallonie.
Il existe néanmoins une disparité importante entre le Brabant wallon et les autres provinces. En 2019, celle-ci est non seulement la province la plus riche de Wallonie, mais également la plus prospère de Belgique. Le Brabant wallon profite bien sûr de la proximité de Bruxelles, et aussi de l’essor notable du pôle technologique gravitant autour de Louvain-la-Neuve.

## Répartition de l'activité
- Energie: 0,4 %
- Secteur non-marchand: 0,8 %
- Agriculture: 1,8 %
- Industrie: 5,7 %
- Construction: 12,5 %
- Secteur marchand: 78,7 %[4]

## Statistiques économiques
- PIB : 105,695 milliards d'euros (2018)[5]
- PIB/habitant : 29 124 € (2018)
- Taux de chômage : 8,5 % (2018)[6].

## Principaux marchés d'exportation
Les 5 premiers marchés d'exportation de la Région (chiffres 2005) sont (hors Belgique) :
- France : 34,39 %
- Allemagne : 14,15 %
- Pays-Bas : 8,14 %
- Royaume-Uni : 6,14 %
- Italie : 5,33 %

La majorité des exportations concerne les pays limitrophes.
La Wallonie exporte pour 44.366 millions d'euros (soit 18,4 % des exportations de la Belgique). 30 % des exportations wallonnes sont réalisées par l'industrie chimique et pharmaceutique.
La région exporte vers:
- Zone Euro: 73 %
- Autres pays de l'UE: 12 %
- Asie: 5 %
- Amérique du Sud: 2 %
- Amérique du Nord: 6 %
- Afrique: 2 %

## Pauvreté
En 2018, 21,2 % de la population vit dans la pauvreté.